# Ramnes
Les Ramnes sont l'une des trois tribus de la Rome antique — les deux autres étant les Tities ou Titienses et les Luceres — qui constituent le peuple romain primitif, selon les écrits et la mythologie romaine. L'étymologie de ces noms reste obscure.

## Origine
Les Ramnes sont appelés Ramnenses par Varron, Cicéron, Tite-Live, Plutarque, dans le De viris ill., ainsi que Ramnetes par Servius, Ampelius, Lydus, ou encore Rhamnetes par Virgile.
Les Ramnes (de Romulus) d'origine étrusque, sont probablement des familles romaines autochtones guidées par les Latins et résidant dans les zones de plaine.